# Ҧ
Ҧ, ҧ или П с ченгелче е кирилска буква от абхазкия език. Тя е 36-а буква от абхазката азбука и представя придихателната беззвучна двубърнена преградна съгласна /pʰ/. На латиница буквата се предава като ṗ ṕ или ph. В грузинския вариант на абхазката азбука буквата изглежда така: ფ. Буквата Ҧ произлиза от кирилското П. В последно време в абхазкия език буквата Ҧ се заменя от Ԥ.

## Кодове
| Буква  | Уникод |
| ------ | ------ |
| Главна | U+04A6 |
| Малка  | U+04A7 |

В други кодировки буквата Ҧ отсъства.